# Internationale Arbeiterkorrespondenz
Internationale Arbeiterkorrespondenz (Kurzbezeichnung: IAK) war der Name einer trotzkistischen Zeitschrift, die von 1965 bis 1981 erschien, sowie der nach ihr benannten organisatorischen Struktur/Strömung ihrer Anhänger.
Die Zeitung wurde 1965 von Anhängern des "Leiter[s] der US-amerikanischen SWP, J. P. Cannon" gegründet. Die IAK schloss sich 1966 dem "Internationalen Komitee der IV. Internationale" (IKVI) an. Als sich das IKVI 1971 spaltete, schloss sie sich dem lambertistischen "Internationalen Zentrum" an. Seit 1979 nennt sich die IAK-Strömung Internationale Sozialistische Arbeiterorganisation (ISA).